# 로렌스 리버모어 국립연구소

로고

로렌스 리버모어 국립 연구소(Lawrence Livermore National Laboratory, LLNL)는 미국의 3대 핵무기 연구소이다. 캘리포니아주 리버모어에 위치해 있다.

## 역사
1952년 캘리포니아 대학교 버클리가 설립했다.
미국 에너지부가 주된 예산을 부담한다. 미국 에너지부 국가핵보안국(NNSA) 산하에 로렌스 리버모어 국립 연구소, 샌디아 국립 연구소, 로스앨러모스 국립 연구소가 있다. 미국의 3대 핵무기 개발 국립연구소이다. 로렌스 리버모어와 샌디어연구소는 2007년 현재 전 세계 1위와 3위의 슈퍼컴퓨터를 보유하고 있다.
LLNL의 예산은 15억 달러 (1조 7천억 원)이며, 직원수는 5,800 명이다.

## 핵탄두
리버모어 연구소에서 설계한 핵탄두는 다음과 같다.
- W27: 레굴루스 순항 미사일
- W38: 아틀라스/타이탄 대륙간탄도미사일(Atlas/Titan ICBM); 1959년, 직경 81 cm, 길이 2 m, 무게 1.4 kg, 핵출력 3.75 메가톤. 리버모어 연구소에서 개발된 최초의 ICBM용 열핵탄두
- B41 B-52 플라잉 포트리스 폭탄 - 1957년형(B52 bomb; 1957)
- W45 리틀 존/테리어 미사일 - 1956년형(Little John/Terrier missiles; 1956)
- W47 북극성; 폴라리스 - 1957년형(Polaris SLBM; 1957)
- W48 155 밀리미터 호이쳐;하우이쳐;고사포 - 1957년형(155-mm howitzer; 1957)
- W55 잠수함 로켓 -1959년형(submarine rocket; 1959)
- W56 미닛맨/의병 - 1960년형(Minuteman ICBM; 1960)
- W58 폴라리스 잠수함탑재탄도미사일 - 1960년형(Polaris SLBM; 1960)
- W62 미닛맨 대륙간탄도미사일 - 1964년형(Minuteman ICBM; 1964)
- W68 포세이돈 잠수함탑재탄도미사일 - 1966년형(Poseidon SLBM; 1966)
- W70 랜스/창기병 미사일 - 1969년형(Lance missile; 1969)
- W71 스파르탄/정예병 - 1968년형(Spartan missile; 1968)
- W79 8인치 박격포/알티리리 건 - 1975년형(8-in. artillery gun; 1975)
- W82 155밀리미터 호이쳐;하우이처 - 1978년형(155-mm howitzer; 1978)
- B83 현대화 전략 폭탄 - 1979년형(modern strategic bomb; 1979)
- W87 피스메이커;평화중재자/마크 5 대륙간탄도미사일 - 1982년형(Peacekeeper/MX ICBM; 1982)

현재 미국의 실전배치된 핵탄두 중에서 W87, B83만이 리버모어 연구소에서 설계된 것이다.

## 같이 보기
- 로런스 버클리 국립연구소